# 미드나잇 인 파리
《미드나잇 인 파리》(영어: Midnight in Paris)는 미국, 스페인 합작의 로맨틱 코미디 영화이다. 우디 앨런이 감독을 맡아 2011년 칸 영화제에서 초연되었다. 스페인 회사 미디어프로(Mediapro)와 그라비에르 프로덕션(Gravier Productions)이 제작을 맡았다. 오언 윌슨, 레이철 매캐덤스, 마리옹 코티야르, 케이시 베이츠, 카를라 브루니가 출연하였다.

## 줄거리
이 영화는 프랑스의 수도 파리를 여행하는 가족에 관한 로맨틱 코미디 영화이다. 약혼녀 이네즈(레이철 매캐덤스)와 파리로 여행 온 소설가 길(오언 윌슨). 파리의 낭만을 만끽하고픈 자신과는 달리 파리의 화려함을 즐기고 싶어하는 이네즈에게 실망한 길은 결국 홀로 파리의 밤거리를 산책하게 된다. 열두 시 종이 울리는 순간 홀연히 나타난 클래식 푸조에 올라탄 길이 도착한 곳은 놀랍게도 1920년대 파리! 그 곳에서 그은 평소에 동경하던 헤밍웨이, 피카소, 달리 등 전설적 예술가들과 친구가 되어 매일 밤, 꿈 같은 시간을 보낸다. 그러던 어느 날, 헤밍웨이와 피카소의 연인 애드리아나 (마리옹 코티야르)를 만나게 된 길은 예술과 낭만을 사랑하는 매혹적인 그녀에게 빠져들게 되는데……

## 출연
출연자는 다음과 같다.
- 오언 윌슨 - 길 역.
- 레이철 매캐덤스 - 아이네즈 역.
- 케이시 베이츠 - 거트루드 스타인 역.
- 코리 스톨 - 어니스트 헤밍웨이 역.
- 에이드리언 브로디 - 살바도르 달리 역.
- 카를라 브루니 - 미술관 가이드 역.
- 마리옹 코티야르 - 아드리아나 역.
- 마이클 신 - 폴 역.
- 가드 엘마레 - 형사 티세랑 역.
- 커트 풀러 - 존 역.
- 톰 히들스턴 - F. 스콧 피츠제럴드 역.
- 아드리안 데 반 - 루이스 부뉴엘 역.
- 마샬 디 폰조 보 - 파블로 피카소 역.
- 미미 케네디 - 헬렌 역
- 니나 아리안다 - 캐롤 역
- 알리슨 필 - 젤다 피츠제럴드 역
- 레아 세두 - 가브리엘 역
- 이브 헤크 - 콜 포터 역
- 다니엘 룬트 - 후안 벨몬테 역
- 세르쥬 바그다사리안 - 형사 뒤룩 역
- 데이빗 로우 - T.S. 엘리엇 역
- 로랑 클라레 - 레오 스테인 역
- 올리비에 라부르댕 - 폴 고갱 역
- 소니아 롤랑 - 조세핀 베이커 역
- 테레사 부루-루빈스테인 - 앨리스 B. 토클라스 역
- 엠마누엘 우잔 - 주나 반스 역
- 톰 코르디에 - 만 레이 역
- 다비드 로 - 토머스 스턴스 엘리엇 역
- 이브-앙투안 스포토 - 앙리 마티스 역
- 빈센트 멘주 코르테스 - 앙리 드 툴루즈 로트레크 역
- 프랑소아 로스테인 - 에드가 드가 역

## 제작
2010년 7월 경, 우디 앨런은 프랑스 영부인 카를라 브루니를 미술관 디렉터 역으로 뽑았다.  앨런이 카를라 브루니가 출연한 신을 레아 세이두가 출연하도록 하여 재촬영한다는 소문이 돌기도 하였다. 하지만, 세이두는 영화 내에서 자신이 완전히 다른 역을 맡고 있다는 사실을 근거로 들어, 루머를 일축했다. 우디 앨런은 브루니가 출연한 1개의 신을 찍는데 30번 이상의 테이크를 가져갔어야 했다는 기사를 인정하지 않았다. "무섭네요. 기사를 읽어 봤는데, 내 눈을 못 믿겠어요. 이것은 단순히 과장 기사가 아니에요. 창작 기사네요. 진실이라고는 없네요." 우디 앨런은 카를라 브루니가 프로답게 연기를 하였다고 하면서, 브루니가 출연하는 모든 장면이 만족스럽다고 말했다.
로케이션 장소는 다음과 같았다. 노트르담 대성당 (파리) 근처 요한 23세 광장, 팡테옹 등이다. 영화는 모두 파리에서 촬영되었다. 참고로 우디 앨런 작 《사랑과 죽음》(Love and Death, 1975) 및 《 에브리원 세즈 아이 러브 유 》(Everyone Says I Love You, 1996) 가 파리에서 일부 촬영되었다.

## 개봉
초연(world premiere)은 2011년 5월 11일, 제64회 칸 영화제의 개막작으로 있었다. 5월 20일 소니 픽처스 클래식 사가 미국 지역에 이 영화를 개봉하였다.